# Schloss Rambouillet

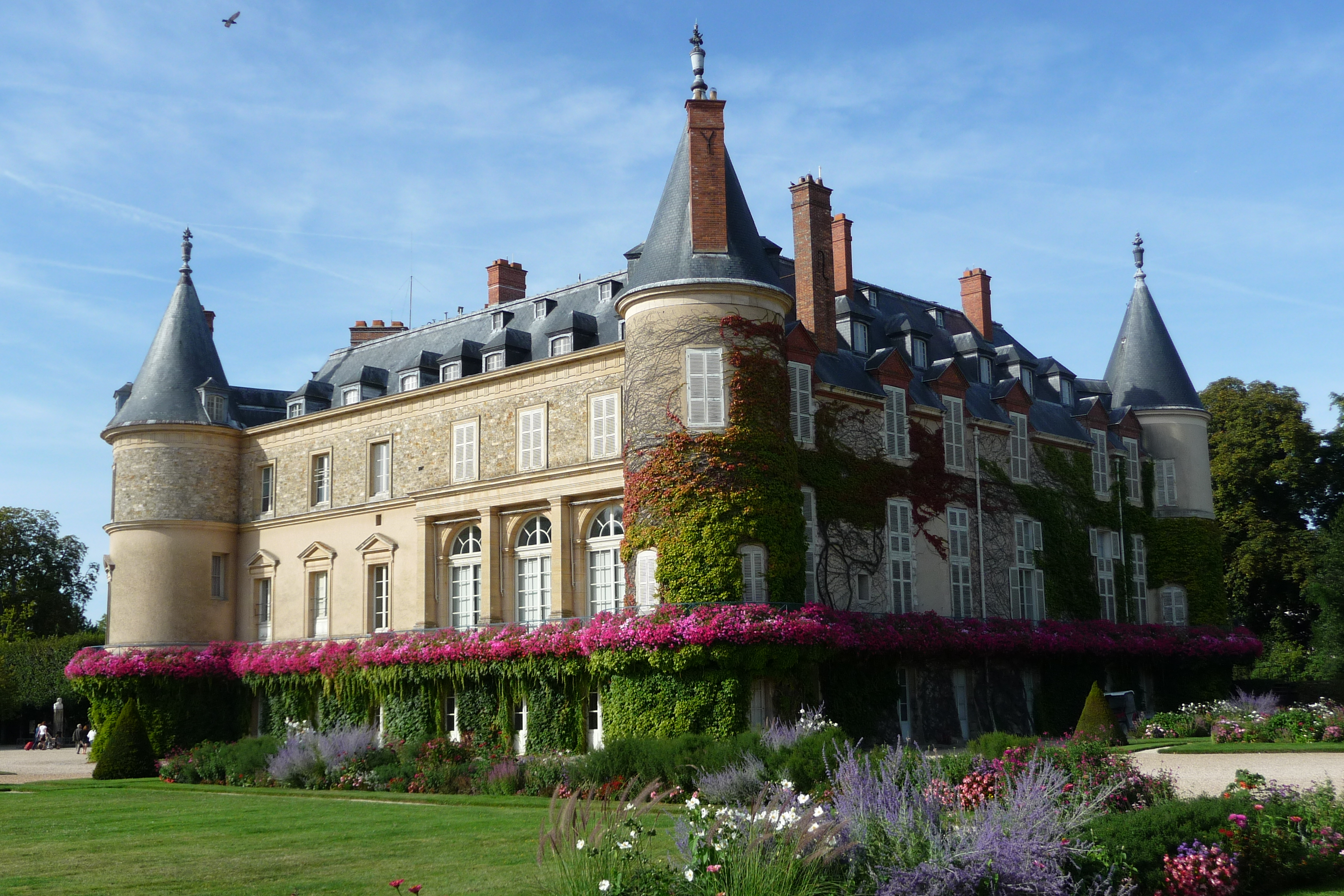
Schloss Rambouillet (2013)

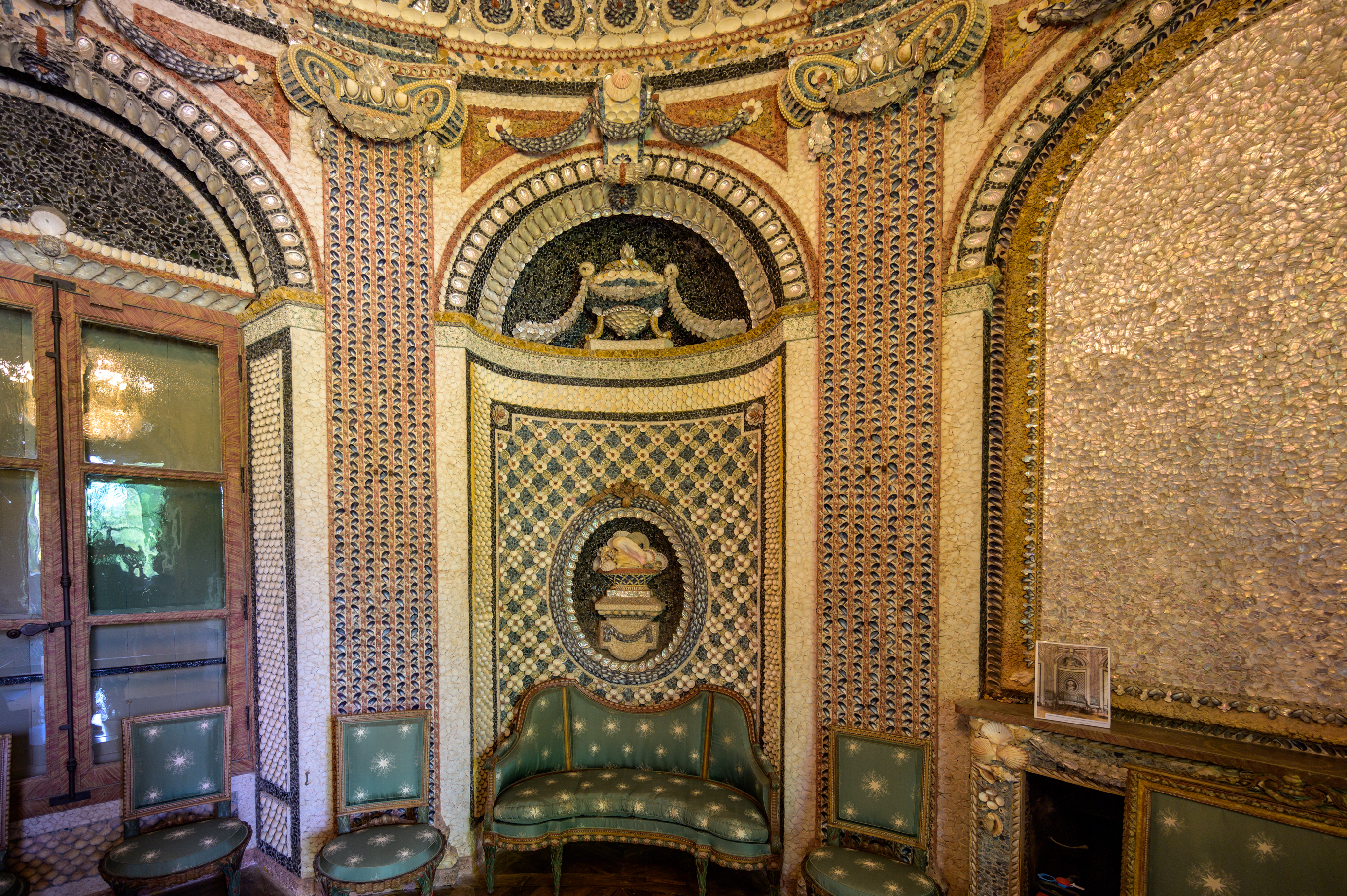
Innenraum der Muschelhütte

Schloss Rambouillet ist ein Schloss im gleichnamigen Ort Rambouillet etwa 50 Kilometer südwestlich von Paris in Frankreich.

## Geschichte
Erbaut wurde das Schloss im Jahr 1368 von Jean Bernier. Am 31. März 1547 starb König Franz I. im Schloss. König Ludwig XVI. erwarb das Schloss im Jahr 1783 als Privatresidenz. Es war von 1896 bis 2009 die Sommerresidenz der französischen Präsidenten. 1940 bis 1944 waren Soldaten der Wehrmacht im Schloss stationiert.
Seit 2009 wird das Schloss vom Centre des monuments nationaux verwaltet und kann besichtigt werden.

## Konferenzen
Mit dem Namen des Schlosses sind folgende Konferenzen verbunden:
- im Juli 1960 legten Charles de Gaulle und Konrad Adenauer das Ziel für einen Deutsch-Französischen Vertrag fest;[3] der Élysée-Vertrag trat 1963 in Kraft.
- 1975 tagte der erste G6-Gipfel.
- 1999 begannen hier mit dem Vertragsentwurf von Rambouillet erfolglose Verhandlungen zwischen den Konfliktparteien des Kosovokriegs.